# Microchannel Architecture
De Microchannel Architecture (meestal afgekort tot MCA) is een busstandaard ontwikkeld door IBM.
De MCA architectuur was een gesloten 16- of 32-bit parallelle busarchitectuur, geïntroduceerd door IBM in 1987 voor zijn PS/2-lijn en andere computers tot medio jaren 1990.